# Marzec 2008 w sporcie
Zobacz też: Marzec 2008 · Zmarli w marcu 2008 · Marzec 2008 w Wikinews

## 30 marca

### Curling
- Mistrzostwa świata kobiet
  - Tytuł mistrzowski wywalczyły Kanadyjki (Jennifer Jones) pokonując w finale Chinki (Wang Bingyu) 7:4. Chinki zdobyły srebrny medal, był to pierwszy medal w historii rozgrywek mistrzostw świata dla kraju ze strefy Pacyfiku.
- Mistrzostwa Polski
  - Kobiety
    - Zespół RKC Ruda Śląska Toxic (Barbara Karwat, od trzech lat wicemistrzynie) pokonał w finale obrończynie medalu Media CC Warszawa (Marta Szeliga-Frynia) 10:7
    - ŚKC Katowice Spark (Justyna Zalewska) zdobył brązowy medal po przegranej z RKC Ruda Śląska Toxic (Barbara Karwat) 6:9

  - Mężczyźni
    - Drużyna MCC Warszawa KNB (Arkadiusz Detyniecki) pokonała w finale SCC Wa ku'ta Blues Brothers (Bartosz Sitkiewicz) 8:5.
    - W małym finale MCC Warszawa Polaris (Wojciech Woyda) zwyciężyła nad KKC Piechowice (Kamil Wachulak) 8:7.

## 29 marca

### Curling
- Mistrzostwa świata kobiet
  - Kanadyjki (Jennifer Jones) pokonały w półfinale Japonki (Moe Meguro) 9:8. Kanadyjki mimo dwukrotnego prowadzenie przeciwniczek 3 kamieniami zdołały doprowadzić do dogrywki i ją przejąć.
  - Szwajcarki (Mirjam Ott) zdobyły brązowy medal pokonując w małym finale Japonię (Moe Meguro) 9:7.

## 28 marca

### Curling
- Mistrzostwa świata kobiet
  - Podczas Tie-breaker Japonki (Moe Meguro) pokonały Dunki (Angelina Jensen) 7:3. Azjatki awansowały do Page playoffs, dla Dunek był to ostatni mecz mistrzostw, po którym zostały sklasyfikowane na 5. miejscu.
  - Mecz 3-4 wygrała Japonia (Moe Meguro) pokonując Szwajcarię (Mirjam Ott) 6:4. Szwajcaria rozgrywać będzie mecz o brązowy medal a Japonia mecz półfinałowy.
  - W meczu 1-2 Chinki (Wang Bingyu) ponownie zwyciężyły nad Kanadyjkami (Jennifer Jones) 7:5. Chinki przeszły tym samym do finału i mają zapewniony już przynajmniej srebrny medal. Kanada zmierzy się w półfniale z Japonią (Moe Meguro) po czym zależnie od wyniku zagra w finale lub małym finale.

### Gimnastyka artystyczna
- W Warszawie rozpoczęły się zawody kwalifikacyjne do Ogólnopolskiej Olimpiady Młodzieży, która odbędzie się w kwietniu. Impreza potrwa do 30 marca. Zawody były zarazem Drużynowymi Mistrzostwami Polski.

## 27 marca

### Curling
- Mistrzostwa świata kobiet
  - Japonki w 16. sesji (Moe Meguro) pokonały Chinki (Wang Bingyu) 8:7 był to rewanż za Mistrzostwa Pacyfiku w Curlingu 2007, gdzie srebrne medalistki Japonki przegrały w Round-Robin z późniejszymi mistrzyniami 6:7 (mecz o złoty medal nie jest rozgrywany).
  - Podczas tej samej sesji Dunki (Angelina Jensen) przegrały ze Szwedkami (Stina Viktorsson) 6:8.
  - Została zakończona Round-Robin. Do dalszych gier o medale zakwalifikowały się Chinki (Wang Bingyu), Kanadyjki (Jennifer Jones) i Szwajcarki (Mirjam Ott). Wobec wygranej Szwecji nad Danią nastąpiła potrzeba rozegrania tie-breaku między Danią a Japonią.
- Rozpoczęły się finały mistrzostw Polski kobiet i mężczyzn.

## 26 marca

### Łyżwiarstwo synchroniczne
- W Budapeszcie rozpoczęły się Mistrzostwa Świata w łyżwiarstwie synchronicznym. Zawody potrwają do 29 marca. Do konkurencji nie przystąpiła żadna formacja z Polski.

## 25 marca

### Curling
- Mistrzostwa świata kobiet, podczas 9. sesji rewelacja zawodów, Chinki (Wang Bingyu) pokonały faworyzowane Kanadyjki (Jennifer Jones) 9:7 i jest jedyną drużyną bez przegranego meczu. W 10. sesji Chinki pokonały Amerykanki (Debbie McCormick) 10:1. Poprzednie mecze tych dwóch drużyn zakończyły się wynikami 3:10 i 5:8.

## 22 marca

### Curling
- W kanadyjskim Vernon rozpoczęły się mistrzostwa świata kobiet. Rozegrano dwie pierwsze sesje.

## 17 marca

### Łyżwiarstwo figurowe
- Rozpoczęły się Mistrzostwa Świata w szwedzkim Göteborgu.

## 9 marca

### Gimnastyka artystyczna
- I edycja Pucharu Polski 2008 seniorek i juniorek w Gdyni.

## 8 marca

### Gimnastyka artystyczna
- I edycja Pucharu Polski 2008 seniorek i juniorek w Gdyni.

## 2 marca

### Łyżwiarstwo figurowe
- Zakończyły się zawody mistrzostw świata juniorów w Sofii trwające od 25 marca.